# Die vierzig Geheimnisse der Liebe

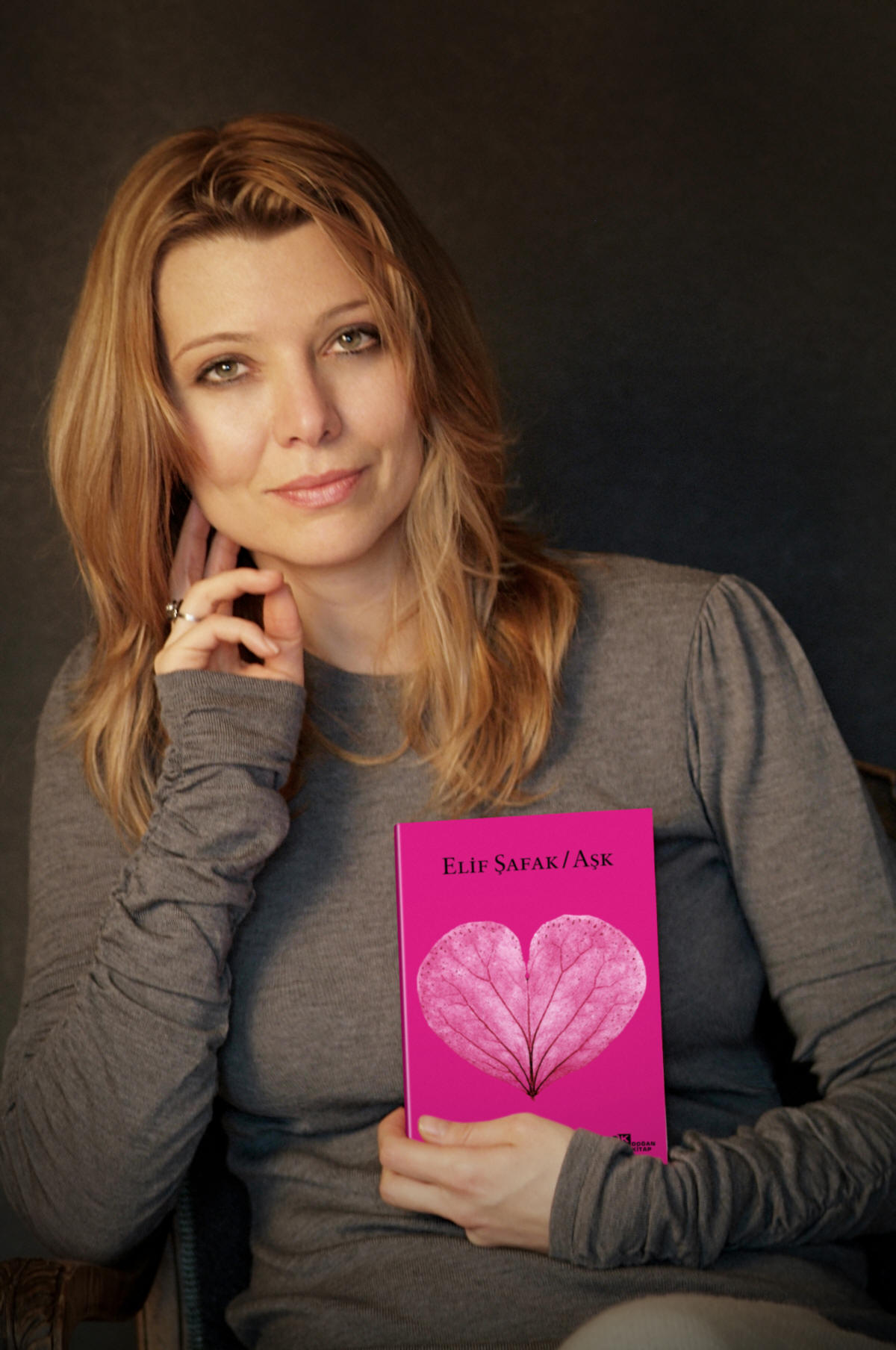
Autorin und Buch bei Aufnahmen zur Kampagne.

Die vierzig Geheimnisse der Liebe ist ein auf Englisch und Türkisch verfasster Roman der Autorin Elif Shafak, welche in Straßburg geboren ist und türkische Eltern hat.
Er handelt vom persischen Mystiker Rumi und seinem Gefährten Schams Tabrizi und erklärt, wie Schams einen Gelehrten durch Liebe in einen Sufi (Mystiker) verwandelte. In der Rahmenhandlung versorgt Hausfrau Ella Rubenstein in einer US-amerikanischen Kleinstadt ihre Kinder, während ihre Liebe einer Leere weicht, was sich erst ändert, als sie tief in einen Roman über Rumi eintaucht und dessen Autor kennenlernt.
Veröffentlicht wurde das Buch 2009 als The Forty Rules of Love  und im selben Jahr unter dem Namen Aşk (dt. Liebe) auf Türkisch. Die Zusammenarbeit mit dem Übersetzer Kadir Yiğit Us war eng, weshalb man nicht von einer klassischen Übersetzung reden kann:

“In “The Forty Rules of Love” I tried a completely new technique. I wrote the novel in English first. Then it was translated into Turkish by an excellent translator. Then I took the translation and I rewrote it. When the Turkish version was ripe and ready, I went back to the English version and rewrote it with a new spirit. [...] I do this because language is my passion.”

„In "Die vierzig Regeln der Liebe" habe ich eine völlig neue Technik ausprobiert. Ich habe den Roman zuerst auf Englisch geschrieben. Dann wurde er von einem hervorragenden Übersetzer ins Türkische übersetzt. Dann nahm ich die Übersetzung und schrieb sie um. Als die türkische Version reif und fertig war, ging ich zurück zur englischen Version und schrieb sie in einem neuen Geist um. [...] Ich mache das, weil Sprache meine Leidenschaft ist.“

Die deutsche Übersetzung von Michaela Grabinger erschien 2013 bei Kein & Aber in Zürich. 

## Rezeption

### Neue Zürcher Zeitung
Manuel Gogos nennt Shafak in der NZZ eine Bestsellerautorin, die auch vor den heißestes politischen Eisen nicht zurückschreckt. Der Roman starte enttäuschend mit einer Protagonistin „nah am Wasser und auch am Klischee gebaut“, aber als sie Kontakt mit dem Autor eines Buches über Rumi aufnimmt und einen modernen Islam herbeiruft, eine Botschaft mit „politischer Sprengkraft“, ist er zufrieden.

### Tageszeitung taz
Ingo Arend erklärt den Roman in der taz als „Erbauungsliteratur für den gehobenen Mittelstand“, er sei Fürsprache eines gemäßigten Islam. Er hebt die sufische Mystik und deren Sinnesfreuden hervor.

### Auszeichnungen
Die französische Übersetzung Soufi, mon amour gewann 2011 den Prix ALEF - Mention Spéciale Littérature Etrangère.
Der Roman landete auf der 2019 veröffentlichten BBC list of 100 „most inspiring“ novels.